# Organizația Pionierilor

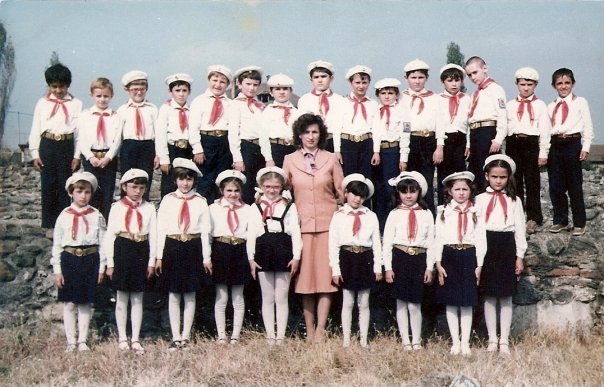
Pionieri în uniforme în 1986

Organizația Pionierilor din România a fost o organizație a copiilor români de vârstă școlară (8–14 ani) în perioada guvernării comuniste.  
Copii sub 8 ani erau înrolați în organizația Șoimilor Patriei, iar tinerii peste 14 ani se puteau înrola în Uniunea Tineretului Comunist.

## Istoric

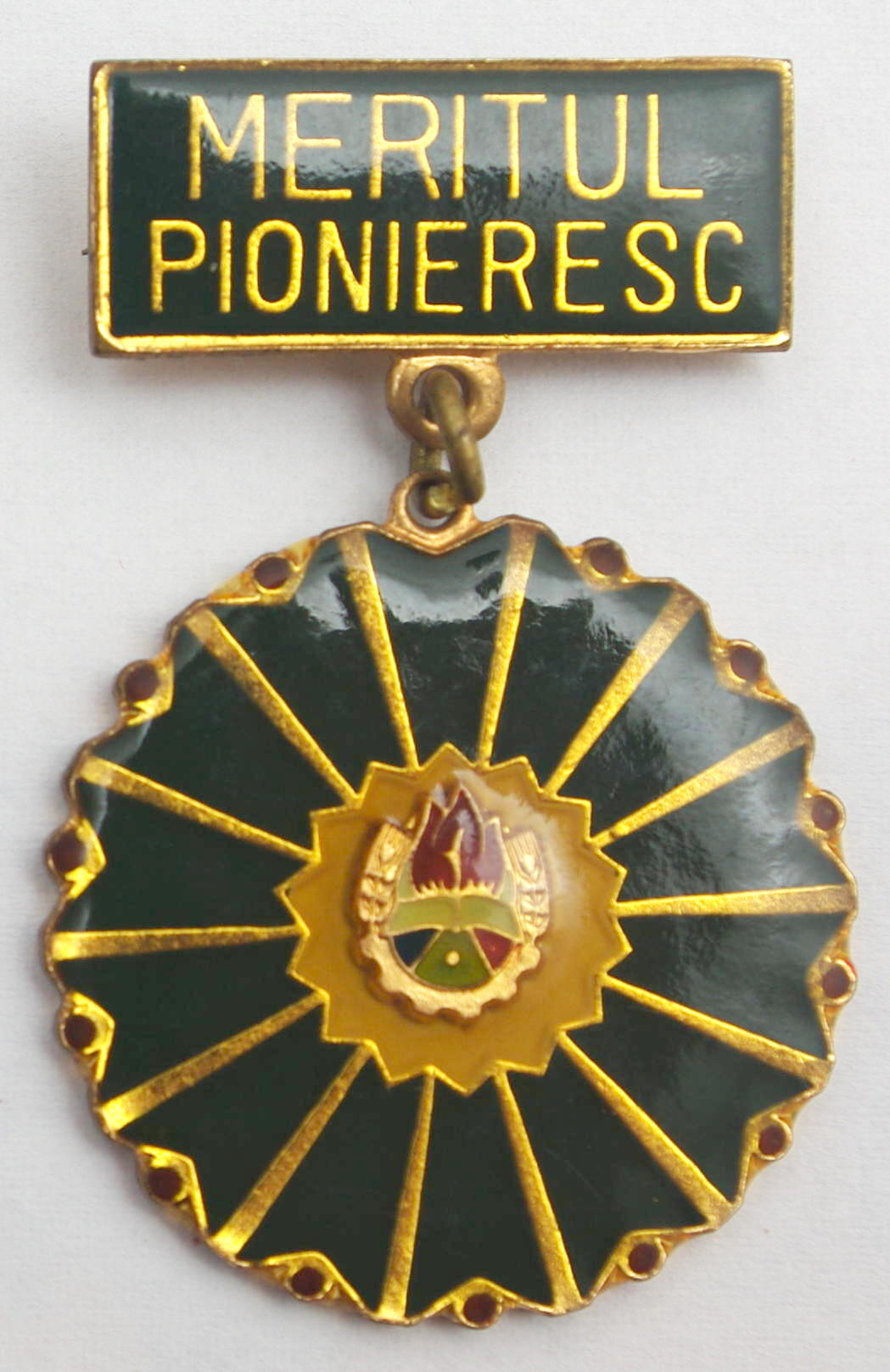
Insigna „Meritul pionieresc”

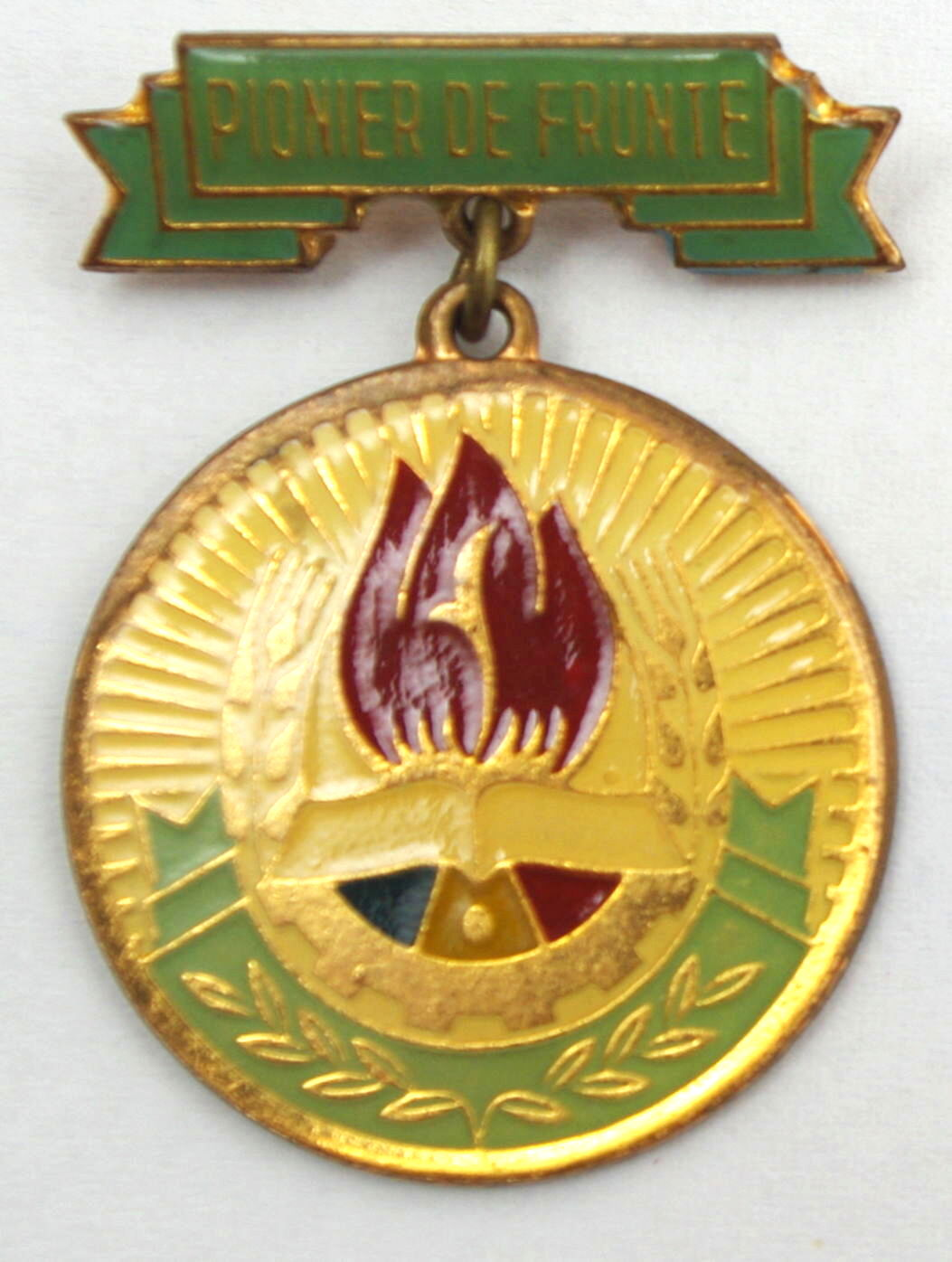
Insigna „Pionier de frunte”

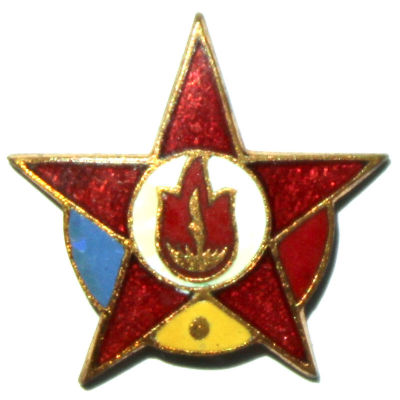
Insigna „Distincție pionier” (c. 1960)

Organizația „Pionierii României” și revista Înainte au fost înființate în 1945. În 1947 organizația era încadrată în Uniunea Asociațiilor de Elevi din România (UAER).
Pe 30 aprilie 1949, 500 de copii au rostit, în incinta Teatrului Giulești (pe-atunci Palatul Cultural „Gh. Gheorghiu-Dej”), angajamentul de pionier într-o ședință festivă la care a participat toată conducerea de partid și stat, dată care este considerată ziua înfințării Organizației Pionierilor. În perioada 1949-1966 mișcarea pionierească a fost subordonată Uniunii Tineretului Comunist. 
La plenara din aprilie 1966, Comitetul Central al Partidului Comunist Român a adoptat o hotărâre cu privire la îmbunătățirea activității Organizației Pionierilor, prin care se stabilea ca aceasta să aibă organe de conducere proprii (consilii pionierești la diferite nivele, în frunte cu Consiliul Național al organizației). În luna noiembrie a aceluiași an a avut loc prima conferință națională a Organizației Pionierilor, la care au fost adoptate Statutul unităților și detașamentelor de pionieri din Republica Socialistă România și Regulamentul Consiliilor Organizației Pionierilor din Republica Socialistă România.
Președinții Consiliului Național al Organizației Pionierilor au fost
- Traian Pop (1966-1968)
- Virgiliu Radulian (1968-1975)
- Constantin Boștină (1975-1980)
- Mihai Hârjău (1980-1983)
- Poliana Cristescu (1985-1989)

În orașele mari au fost constituite case ale pionierilor. Palatul Pionierilor din București a fost Palatul Cotroceni în perioada 1949–1976, iar în 1985 a fost inaugurată noua clădire a Palatului Pionierilor (astăzi Palatul Național al Copiilor). În 1984, la aniversarea a 35 de ani de la crearea organizației, aceasta avea 2.695.000 membri.

## Misiune
În Statutul Organizației Pionierilor din Republica Socialistă România era stipulat clar faptul că este o organizație revoluționară de masă a copiilor, uniunea tuturor detașamentelor și unităților de pionieri din Republica Socialistă România, care îi ajută pe pionieri să cunoască și să înțeleagă politica Partidului Comunist Român, îi mobilizează să participe, după puterile lor, la înfăptuirea acesteia.
„Organizația Pionierilor educă școlarii în spiritul patriotismului socialist, al dragostei și devotamentului nemărginit față de poporul nostru, față de Republica Socialistă România, față de Partidul Comunist Român, ajută pe toți copiii să cunoască tradițiile și trecutul glorios de luptă ale poporului și ale clasei muncitoare pentru eliberare națională și socială, să îndrăgească frumusețile și bogățiile țării, le cultivă mândria patriotică pentru realizările obținute în construcția socialismului.”
Intrarea în cadrul organizației se făcea într-un cadru festiv, prin rostirea următorului angajament: „Eu, ...(numele si prenumele), intrând în rândurile Organizației Pionierilor, mă angajez să-mi iubesc patria, să învăț bine, să fiu harnic și disciplinat, să cinstesc cravata roșie cu tricolor.”
În conformitate cu prevederile Statutului Organizației Pionierilor, în cursul clasei a V-a pionierii rosteau și semnau „Legământul pionierului” cu următorul conținut: „Voi învăța și voi munci pentru a deveni fiu de nădejde al patriei mele — Republica Socialistă România; voi fi credincios poporului și Partidului Comunist Român; voi respecta neabătut îndatoririle pionierești.” Semnarea Legământului se realiza în „Carnetul de evidențiere a activității pionierului”. Înainte de rostirea și semnarea „Legământului” pionierii respectivi erau antrenați la un program de pregătire în cadrul căruia erau ajutați să cunoască și înțeleagă politica internă și externă a partidului și statului român, obiectivele și sarcinile Organizației Pionierilor, conținutul Legămîntului și al Codului etic al pionierului etc. Rostirea și semnarea Legământului se realiza în fiecare an în cursul celui de-al II-lea trimestru școlar, în 1-2 adunări destinate special acestui scop.
La sfârșitul activităților, comandantul saluta și rostea deviza pionierului: „Pentru gloria poporului și înflorirea României socialiste, pentru cauza partidului – înainte!”,
iar pionierii, aliniați, salutau și ei, răspunzând la unison: „Tot înainte!”.
Imnul neoficial al organizației era Am cravata mea, sînt pionier.
Organizația Pionierilor acorda distincții individuale și colective. Cele individuale erau: tresele, titlurile „Pionier de frunte”, „Cutezătorul”, „Pionier fruntaș în munca patriotică”, „Meritul pionieresc” și insigne pe genuri de activitate. Cele colective constau în diplome cum ar fi: „Unitate fruntașă”, „Detașament fruntaș” și „Grupă fruntașă”.

## Uniforma
Toți pionierii purtau o cămașă albă cu epoleți și cu două buzunare cu nasture pe piept. La gât purtau cravata roșie de pionier, prinsă printre cei doi epoleți și legată în față printr-un inel transparent de plastic. Pe brațul stâng al cămășii se prindea ecusonul cu insigna organizației pionierilor.
Băieții purtau pantaloni de uniformă școlară, iar fetele o fustă neagră plisată în fâșii de 2-3 cm. Fetele purtau pe picioare ștrampi albi lungi.
Pantalonii și respectiv fusta erau susținute de o curea de culoare bej ajustabilă în lungime și închisă cu o cataramă metalică. Pe cataramă era pictată insigna organizației pionierilor. Pe cap purtau toți o bască albă de care era prinsă cu un ac insigna organizației pionierilor.
La uniformă se mai adăugau șnururi colorate, care arătau gradul purtătorului. Capătul șnurului se lega de pe epoletul umărului stâng până la nasturele buzunarului stâng, iar celălalt capăt al șnurului atârna pe piept. Un șnur roșu era cel mai mic grad și era purtat de pionierul comandant de grupă. Un șnur galben auriu era gradul următor, purtat de pionierul comandant de detașament. Un șnur albastru era cel mai mare grad, purtat de pionierul comandant de unitate.
Pe epoleți se puteau pune trese, pentru meritele individuale ale fiecărui pionier.

## Organizația de pionieri dinRSSM
In RSSM organizația de pionieri a fost înființată în anul 1940, după modelul preluat din Republica Autonomă Sovietică Socialistă Moldovenească. Aceasta, la rândul său, a avut ca prototip modelul rusesc, care a luat naștere în 1922, cu 22 ani înaintea celui românesc, și avea ca prototip organizația scouților (cercetașilor) din Rusia.
În Republica Moldova organizația de pionieri a fost reîntemeiată în anii guvernării președintelui Voronin (2005) și exista în sânul Partidului Comunist din Republica Moldova, numărând circa 6000 de membri. Cele mai mari organizații de pionieri din Republica Moldova sunt în orașele Bălți, Edineț, Cahul, Orhei, Soroca, Ungheni.